# Antonio de Gaztañeta e Iturribalzaga
Antonio de Gaztañeta e Iturribalzaga (también citado como Antonio de Gastañeta e Yturribalzaga; Motrico, 11 de agosto de 1656-Madrid, 5 de febrero de 1728) fue un marino, militar e ingeniero naval español. Trascendió principalmente por su gran aportación a la construcción naval en España. Fue un innovador y un precursor en el campo de la construcción naval, destacando el enfoque científico que aportó a esta actividad.
Escribió tres obras fundamentales: Arte de fabricar Reales (1688), Proporciones de las medidas arregladas a la construcción de un bajel de guerra de setenta codos de quilla (1712) y Proporciones de las medidas más esenciales para la fábrica de nuevos navíos y fragatas de guerra (1720). Estas tres obras y su práctica, que desarrolló en los astilleros cántabros y vascos durante muchos años, permitieron racionalizar la fabricación de navíos en los astilleros y sentaron las bases de la construcción naval española a lo largo del siglo XVIII. Gaztañeta tuvo una gran influencia en la arquitectura naval del siglo XVIII, ya que modificó las medidas y traza de los navíos de combate de la Armada española, que pasaron a ser más largos. Muchos de los elementos aportados por Gaztañeta también serían a su vez copiados por ingleses y holandeses.

## Biografía

### Origen e inicios
Antonio de Gaztañeta nació en 1656 en la localidad vasca de Motrico, fue el tercero de cinco hermanos en una familia vinculada por tradición a la mar. Su padre, Francisco de Gaztañeta, era un marino de la Carrera de Indias. Antonio fue bautizado en la iglesia parroquial de Motrico el 11 de agosto de 1656. A los 12 años (1668) embarcó por primera vez en un galeón rumbo a las Indias. Luego realizó algunos estudios, principalmente de matemáticas, y a los 16 años se embarcó en el navío Aviso, que mandaba su padre, en viaje a Veracruz. En la ciudad mexicana falleció su padre, y el joven Antonio tuvo que asumir la dirección del navío en su viaje de regreso a Europa. El joven marino condujo a su nave sin percance alguno de vuelta, comenzando una exitosa carrera como piloto naval.
En 1684, con veintiocho años de edad, había completado ya once viajes de ida y vuelta a América (Buenos Aires, Tierra Firme y Nueva España) sirviendo en la Flota de Indias. Ese año ingresó en la Armada del Mar Océano, encargándose del trazado y dirección de las derrotas. Tras dos años obtuvo el título de Piloto Mayor con el empleo de capitán de mar.

### Almirante de la Armada y tratadista
En 1687 se trasladó a Colindres (Cantabria), donde dirigiría la construcción de una capitana real. En estos años en Cantabria escribe su primer gran tratado sobre construcción naval: Arte de fabricar Reales.
A partir de 1691 se estableció en Cádiz. Nombrado capitán de mar y guerra de la Capitana Real, sirvió en el Mediterráneo en operaciones combinadas con las escuadras aliadas de ingleses y holandeses. Fue ascendido a almirante y algo después a almirante real de la Armada, sin dejar por ello el cargo de piloto mayor. Entre 1694 y 1695 participó en una campaña naval por el Mediterráneo. Su pericia como navegante se puso de manifiesto cuando, conduciendo una Armada que regresaba de Nápoles, burló hábilmente a la escuadra francesa del mariscal Anne Hilarion de Costentin, conde de Tourville, emboscada a la altura de Mahón, librando así a sus naves de un encuentro desigual.

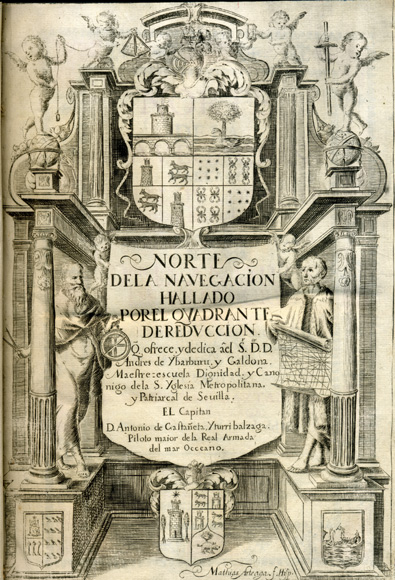
Portada del Norte de la navegación, impreso en Sevilla, 1692.

En 1696 sirvió en Canarias y entre 1700 y 1701 en la operación que desalojó a los escoceses que habían ocupado Darién. Durante este periodo escribió Norte de la Navegación hallado por el Cuadrante de Reducción, publicada en Sevilla en 1692 con ilustraciones de Matías de Arteaga y Alfaro. Esta obra fue la que introdujo el uso del cuadrante en España. Es un tratado basado en el que había publicado unos años antes el francés Blondel de Saint-Aubin. En esta obra Gaztañeta estudió las posibilidades prácticas del cuadrante. A partir de su publicación, el uso del cuadrante se extendió en la Marina Real española. Así, el censor de la obra describía a Gaztañeta como el primero de nuestros compatriotas que escribió un método fácil de navegar. También apareció en esa época (1697) Cuadrante Geométrico Universal para la Conversión Esférica a lo Plano, aplicado para el arte de Navegar, un tratado sobre las cartas esféricas.

### Constructor naval durante la Guerra de la Sucesión
En 1702 estalla la guerra de sucesión española, que se prolongará hasta 1713. Durante este periodo Gaztañeta ejercerá diferentes cargos ligados a la construcción naval, contribuyendo de esa forma a la causa del pretendiente borbónico al trono Felipe.
En 1702 fue nombrado superintendente de Fábricas y Plantíos de la Costa Cantábrica, cargo por el que se encarga a Gaztañeta la gestión de los astilleros y plantaciones de madera de Cantabria. Antonio Gaztañeta centralizó la construcción naval de Cantabria en el astillero de Guarnizo y ordenó su traslado a otra ubicación cercana. Fue en torno a esta nueva ubicación donde surgió un nuevo pueblo que, con el paso de los años, acabaría convirtiéndose en El Astillero, por lo que se puede considerar a Gaztañeta como el fundador de esta localidad cántabra.
Luego marchó al País Vasco, donde dirigió la construcción de numerosos barcos en Zorroza, Pasajes y Orio. Destacó el galeón El Salvador, de 66 cañones, construido en Zorroza pero que nunca llegó a navegar y seis navíos de revolucionaria factura que construye en Orio. Durante este periodo fue también elegido alcalde de Motrico y se encargó de reconocer las defensas de los puertos vizcaínos ante la amenaza de invasión existente.
Su segundo gran tratado de construcción naval se escribe durante esta época: Proporción de las medidas arregladas a la construcción de un bajel de guerra de setenta codos de quilla, publicado en 1712.

### Guerra de la Cuádruple Alianza
La guerra de sucesión española se prolongó hasta 1713. Puso final a la guerra la firma del Tratado de Utrecht (1712-1714). A los pocos años de su firma, el rey de España Felipe V, influido por su nueva esposa Isabel de Farnesio, modificó su política exterior, rechazando los acuerdos firmados en Utrecht, y se lanzó a la recuperación de los territorios italianos cedidos por España a la Casa de Saboya y Austria. La idea era crear Estados satélites de España gobernados por los hijos de Isabel y Felipe, en Sicilia y Cerdeña. En 1717 las tropas españolas ocupan Cerdeña, evitando su paso a manos austríacas. Ante esa flagrante violación del Tratado de Utrecht, Gran Bretaña, Francia, las Provincias Unidas y Austria firmaron la Cuádruple Alianza contra España. Al año siguiente, España se lanzó a la ocupación de Sicilia, que debía pasar a Saboya.
José Antonio de Gaztañeta tuvo un papel destacado en esta guerra. En octubre de 1717 fue nombrado comandante general de los jefes de Escuadra de la Armada y Ejército del Mar Océano. Su cometido comenzó con la realización de un viaje a las Provincias Unidas para comprar navíos para la Armada. A su vuelta le fue confiado el mando de la escuadra que debía transportar al ejército de 30 000 hombres de Juan Francisco de Bette, marqués de Lede, a la conquista de Sicilia. La escuadra confiada a Gaztañeta estaba formada por 40 navíos de guerra y 399 barcos de transporte. Tras desembarcar a las tropas del marqués de Lede en Sicilia, que se hicieron con el control de la isla, la escuadra de Gaztañeta esperaba fondeada en el cabo Passaro cuando fue atacada por la escuadra británica del almirante Byng. El ataque británico pilló a Gaztañeta y a sus hombres por sorpresa, ya que no se había realizado una declaración previa de guerra entre ambos países. La batalla del cabo Passaro, el 11 de agosto de 1718, supuso la destrucción casi total de la escuadra española que apoyaba al ejército de ocupación de la isla. Este hecho, unido a la invasión del norte de España por la Cuádruple Alianza, forzaron en 1720 a la firma de un nuevo tratado por el que España ponía fin a sus pretensiones en Italia.
La batalla del cabo Passaro fue un desastre para la Armada Española. A la altura de Siracusa avistaron la escuadra británica, pero Gaztañeta cometió el grave error político de no prever que la escuadra inglesa fuese capaz de atacarles, ya que por aquel momento no existía una declaración de guerra entre ambos países. Cuando la declaración de guerra se produjo por sorpresa, la escuadra española se encontraba fondeada en el cabo de Passaro en inferioridad numérica, sin posibilidad de ponerse en correcto orden de batalla y con la dirección del viento en contra. La derrota fue total, sólo cuatro navíos y algunos barcos menores lograron escapar. Gaztañeta luchó con bravura, pero tuvo finalmente que rendirse al encontrarse su navío desarbolado, 200 hombres de su tripulación muertos y él mismo herido en una pierna. Al poco tiempo fue liberado y regresó a España, donde siguió sirviendo en la Armada. A pesar de haber sido severamente derrotado, se consideró que su actuación no fue negligente, dadas las condiciones en las que se produjo su derrota con un comportamiento deshonroso por parte británica.
Tras recuperarse de sus heridas, volvió a su labor de constructor naval y publicó su última gran obra sobre el tema Proporciones de las medidas más esenciales para la fábrica de navíos y fragatas, que vio la luz en 1720. Ese mismo año fue ascendido a teniente general. En 1721 se hizo pública una Real Cédula por la que se debían observar en la península y en ultramar las reglas para la construcción de bajeles dadas por Antonio de Gaztañeta.

### Flota de Indias
Los últimos años de su vida los pasó al mando de la Flota de Indias, al frente de la cual obtuvo un resonante éxito. Entre 1726 y 1727 logró traer a España 31 millones de pesos burlando la vigilancia inglesa, que trató de bloquear el paso de la Flota de Indias. En una hábil maniobra Gaztañeta condujo a la flota por entre las naves enemigas aprovechando la noche y logró conducirla íntegra hasta un puerto gallego. El rey Felipe V premió a Gaztañeta por este hecho con la concesión de una renta vitalicia de 1000 ducados anuales para él y 1500 ducados para su hijo. Sin embargo, el marino vasco no pudo disfrutar de ella, ya que murió repentinamente en Madrid el 5 de febrero de 1728, no mucho después de regresar de su último viaje.
A lo largo de su vida estuvo casado dos veces, primero con Petronila de Segovia, y tras la muerte de esta, en 1716 desposó en segundas nupcias a la donostiarra Jacinta de Urdinso.
El científico y marino Cosme Damián Churruca (1761-1805) fue familiar de Gaztañeta. Existen calles en su honor en Motrico, Bilbao y San Sebastián.

## Obras
- Arte de fabricar Reales. Colindres (Santander), (1687-1691)
- Norte de la navegación hallado por el cuadrante de reducción. Sevilla, Juan Francisco de Blas (1692)
- Cuadrante geométrico universal para la conversión esférica a los planos, aplicado al arte de navegar. (1693)
- Proporciones de las medidas arregladas a la construcción de un bajel de guerra de setenta codos de quilla. (1712)
- Proporciones de las medidas más esenciales para la fábrica de nuevos navíos y fragatas de guerra. Madrid, Phelipe Alonso (1720)